# Хе Чжоцян
Хе Чжоцян (12 січня 1967) — китайський важкоатлет.
Бронзовий призер Олімпійських Ігор 1988 року в категорії до 52 кг.
Переможець Азійських ігор 1986 (до 52 кг), 1990 (до 52 кг) років.
Срібний призер Чемпіонату світу 1987 (до 52 кг), 1989 (до 52 кг) років.